# イースト・スケールト防波堤環境計画
イースト・スケールト防波堤環境計画（イースト・スケールトぼうはていかんきょうけいかく、英語: Oosterscheldedam Flood Barrier）は、オランダゼーラント州にて1990年から1992年にかけて行われたランドスケープデザイン。
オランダとベルギーとの国境海岸地帯で国道N57が通るイースト・スケールト（イースタンシェルト、nl:Oosterschelde, en:Eastern Scheldt）で、Schouwen-Duivelandのウィルカイラント・ネールチュ・ジャンス（Werkriland Neeltje Jans）とNoord-Bevelandのウェステンスハウウェン（Westenschouwen）の間にあるかつては州浜で現在洪水防壁の島ロッゲンプラート（nl:Roggenplaat）にて展開された。

## 概説
オースターシェルデカリング（nl:Oosterscheldekering、En: Eastern Scheldt storm surge barrier／東スヘルデ高潮バリア）防潮堰や海岸線の高潮防壁の工事が完了してから5年後、当地の堤防島砂地を貝の殻で覆って広大で特徴的な台地に仕上げることによって周囲の風景デザインを実施。
デザインを担当したWest8がムラサキイガイ黒色と白色2種類の貝殻でグランドペーブメントにしてベッドを形成したのは、予算上の制約から廃棄物・生ごみを活用したからで、現地で採取される貝殻と埋立てのための砂のみを材料として海岸のランドスケープを計画。貝殻を野鳥と交感させることも含めて人工的に自然の風景を生み出す試みを行なっている。
ここで平原は海岸線と対比でき、防波堤島の人工的な性質を強調した幾何学的パターン模様で対処している。
沿岸鳥の高水域での理想的休息場所と化すよう色分けした2色を鳥は最高のカモフラージュ効果を狙っており、白い殻を選ぶ白い鳥と黒い殻を選ぶ黒い鳥が選んで留まることを考慮してのこと。
台地は、高速道を走るドライバーが海を越えてパノラマを広げることを提供しているだけでなく、興味をそそるグラフィックパターンの鳥までもがあふれているという視点を提供する効果を狙っている。